# Pareuxoa baynei
Pareuxoa baynei là một loài bướm đêm trong họ Noctuidae.